# У планинама Југославије
У планинама Југославије (рус. В горах Югославии) је југословенско-совјетски филм први пут приказан 31. октобра 1946. године. Режирао га је Абрахам Ром а сценарио је написао Георгиј Мдивани.

## Улоге
| Глумац            | Улога                          |
| ----------------- | ------------------------------ |
| Иван Берсенев     | Јосип Броз Тито                |
| Николај Мордвинов | Славко Бабић                   |
| Олга жизнева      | Анђа                           |
| Всеволод Санаев   | Алексеј Губанов, црвеноармејац |
| Т. Ликар          | Милица                         |
| Љубиша Јовановић  | Јанко                          |
| Миша Мирковић     | Симела                         |
| Браслав Борозан   | Драгојло                       |
| Вјекослав Афрић   | Иво / Ђенерал Дража Михаиловић |

Остале улоге ▼
| Глумац             | Улога         |
| ------------------ | ------------- |
| Владимир Скрбиншек | Хамдија       |
| Драгутин Тодић     | Блажа         |
| Стане Цесник       | Душан         |
| Бојан Ступица      | Ервин Ромел   |
| И. Ћесар           | Генерал Шмулц |
| Оливера Марковић   |               |